# Scolelepis aitutakii
Scolelepis aitutakii är en ringmaskart som beskrevs av Gibbs 1972. Scolelepis aitutakii ingår i släktet Scolelepis och familjen Spionidae. Inga underarter finns listade i Catalogue of Life.